# Коронавірусна хвороба 2019 у Малайзії
Спалах коронавірусної хвороби 2019 у Малайзії — це поширення пандемії коронавірусної хвороби 2019 на територію Малайзії.

## Перебіг подій

### 2020
Перший випадок у Малайзії було зареєстровано 25 січня 2020 року, в китайського громадянина, що прибув з Уханю. За наступні 6 днів було виявлено ще 8 випадків, пов'язаних з першим. Перший громадянин Малайзії мав підтверджений діагноз 3 лютого, ця особа відвідувала бізнесову зустріч у сусідній країні, де також були присутні делегати з Китаю. На початок лютого вже було зафіксовано 22 хворих, проте до 27 лютого вони всі одужали.
Різке зростання кількості хворих спостерігалося з 4 березня, а з 15 березня кількість нових випадків перевищила 100 осіб на день. Брунейська влада повідомила, що один з брунейських пацієнтів відвідував напередодні релігійну подію в Малайзії. Епідеміологічне розслідування виявило подію-суперрозповсюджувач — зібрання 10 тисяч мусульманських місіонерів Джамаат Табліг у мечеті Джамек Шрі Петалінг у Куала-Лумпурі 27 лютого — 1 березня. Серед 4 тисяч учасників зібрання, що захворіли, були й мешканці інших країн.
Перші дві людини померли від коронавірусної хвороби 2019 у середині березня.
Станом на початок вересня 2020 року загальна кількість випадків у Малайзії була меншою за 10 тисяч. Новий спалах захворювання розпочався в жовтні 2020 року в штаті Сабах після місцевих виборів 26 вересня.
18 листопада 2020 року Малайзія перетнула позначку в 50 тисяч зареєстрованих випадків, понад 320 осіб померли.

### 2021
28 травня в країні було запроваджено повний локдаун на термін з 1 до 14 червня через рекордні темпи захворюваності.
13 липня у центрі вакцинації було зареєстровано спалах захворюваності, понад 200 людей заразилися під час щеплення.

## Протиепідемічні заходи
У січні-лютому 2020 року малайзійці поставилися несерйозно до нового вірусу, сполучення з Китаєм не було припинено. Уряд у той час перебував у стані політичної кризи, тому протиепідемічні заходи практично не здійснювалися. Проте після погіршення ситуації в березні 2020 року такі заходи почалися застосовуватися. Розпочався контроль температури та симптомів гарячки в осіб, що в'їжджають до Малайзії, зокрема з Китаю.
18 березня було прийнято Наказ щодо контролю переміщень. За цим наказом уряд може встановлювати обмеження на переміщення людей до чи з певної території.
27 березня уряд виділив великий транш на підтримку малого та середнього бізнесу, а також збільшив фінансування Міністерства охорони здоров'я.
У середині листопада 2020 року Малайзія підписала угоду з Китаєм про співпрацю щодо створення вакцини